# 카메룬 대통령
카메룬의 대통령(프랑스어: Présidents du Cameroun)은 카메룬의 국가원수이다. 카메룬은 대통령제 공화국이며, 대통령은 국가원수로서 정책 결정과 정부 조직 관리, 군 통수 및 조약 교섭·비준의 권한이 있다. 또한 대통령은 국가비상사태를 선포하고 국회를 해산할 수 있으며, 총리를 포함한 각 부처 장관 등 내각 구성원과 법관, 장군, 도지사, 군수, 경찰서장, 국영기업 사장 등을 임명하고 해임할 수 있는 권한이 있다. 대통령의 유고시에는 총리가 남은 임기를 승계하여 대통령에 취임하게 되며, 총리의 내각 구성원에게 위임할 수 있다.
대통령 임기는 5년 중임제였으나 1997년 개헌으로 7년 중임제로 수정하였으며 2008년 헌법 개정으로 대통령 연임 제한을 폐지하였다. 대통령 선출은 단일정당의 추대에 의해 진행되었으나 1992년 이후 직선제로 바뀌었다.

## 카메룬의 대통령 목록
| 순                 | 대            | 사진             | 이름                                                  | 임기             | 임기                             | 선거               | 정당                                                       |
| 카메룬 공화국      | 카메룬 공화국 | 카메룬 공화국    | 카메룬 공화국                                         | 카메룬 공화국    | 카메룬 공화국                    | 카메룬 공화국      | 카메룬 공화국                                              |
| ------------------ | ------------- | ---------------- | ----------------------------------------------------- | ---------------- | -------------------------------- | ------------------ | ---------------------------------------------------------- |
| -                  | -             |                  | 아마두 아히조 (1924.8.24 ~ 1989.11.30) Ahmadou Ahidjo | 1960년 1월 1일   | 1960년 5월 5일                   | 국가원수           | 카메룬인연합                                               |
| 1                  | 1             |                  | 아마두 아히조 (1924.8.24 ~ 1989.11.30) Ahmadou Ahidjo | 1960년 5월 5일   | 1961년 10월 1일                  |                    | 카메룬인연합                                               |
| 카메룬 연방 공화국 |               |                  |                                                       |                  |                                  |                    |                                                            |
| 1                  | 1             |                  | 아마두 아히조 (1924.8.24 ~ 1989.11.30) Ahmadou Ahidjo | 1961년 10월 1일  | 1965년                           |                    | 카메룬인연합 (~ 1966년) 카메룬국민연합 (1966년 이후)       |
| 1                  | 2             | 1965년           | 아마두 아히조 (1924.8.24 ~ 1989.11.30) Ahmadou Ahidjo | 1970년           | 1965년 대선 - 100% 2,700,697표   |                    | 카메룬인연합 (~ 1966년) 카메룬국민연합 (1966년 이후)       |
| 1                  | 3             | 1970년           | 아마두 아히조 (1924.8.24 ~ 1989.11.30) Ahmadou Ahidjo | 1972년 6월 2일   | 1970년 대선 - 100% 3,478,942표   | 카메룬국민연합     |                                                            |
| 카메룬 연합 공화국 |               |                  |                                                       |                  |                                  |                    |                                                            |
| 1                  | 3             |                  | 아마두 아히조 (1924.8.24 ~ 1989.11.30) Ahmadou Ahidjo | 1972년 6월 2일   | 1975년                           |                    | 카메룬국민연합                                             |
| 1                  | 4             | 1975년           | 아마두 아히조 (1924.8.24 ~ 1989.11.30) Ahmadou Ahidjo | 1980년           | 1975년 대선 - 100% 3,483,165표   |                    | 카메룬국민연합                                             |
| 1                  | 5             | 1980년           | 아마두 아히조 (1924.8.24 ~ 1989.11.30) Ahmadou Ahidjo | 1982년 11월 6일  | 1980년 대선 - 100% 3,329,145표   |                    | 카메룬국민연합                                             |
| 2                  | 5 (승계)      |                  | 폴 비야 (1933.2.13 ~ ) Paul Biya                      | 1982년 11월 6일  | 1984년 1월 14일                  | 대통령 승계        | 카메룬국민연합 (~ 1985년) 카메룬인민민주운동 (1985년 이후) |
| 2                  | 6             | 1984년 1월 14일  | 폴 비야 (1933.2.13 ~ ) Paul Biya                      | 1988년 4월 24일  | 1984년 대선 - 100% 3,878,138표   |                    | 카메룬국민연합 (~ 1985년) 카메룬인민민주운동 (1985년 이후) |
| 2                  | 7             | 1988년 4월 24일  | 폴 비야 (1933.2.13 ~ ) Paul Biya                      | 1992년           | 1988년 대선 - 100% 3,321,872표   | 카메룬인민민주운동 |                                                            |
| 2                  | 8             | 1992년 10월 11일 | 폴 비야 (1933.2.13 ~ ) Paul Biya                      | 1997년 10월 12일 | 1992년 대선 - 40% 1,185,466표    | 카메룬인민민주운동 |                                                            |
| 2                  | 9             | 1997년 10월 12일 | 폴 비야 (1933.2.13 ~ ) Paul Biya                      | 2004년 10월 11일 | 1997년 대선 - 92.57% 3,167,820표 | 카메룬인민민주운동 |                                                            |
| 2                  | 10            | 2004년 10월 11일 | 폴 비야 (1933.2.13 ~ ) Paul Biya                      | 2011년 11월 3일  | 2004년 대선 - 70.92% 2,665,359표 | 카메룬인민민주운동 |                                                            |
| 2                  | 11            | 2011년 11월 3일  | 폴 비야 (1933.2.13 ~ ) Paul Biya                      | 2018년 10월 7일  | 2011년 대선 - 77.99% 3,772,527표 | 카메룬인민민주운동 |                                                            |
| 2                  | 12            | 2018년 10월 7일  | 폴 비야 (1933.2.13 ~ ) Paul Biya                      |                  | 2018년 대선 - 71.28% 2,521,934표 | 카메룬인민민주운동 |                                                            |

## 같이 보기
- 카메룬의 총리